# Tallós Rita
Tallós Rita (Budapest, 1961. április 22. –) magyar színésznő. Tallós Andrea színésznő nővére.

## Élete
Tallós Rita 1961. április 22-én született Tallós Endre (1924. április 9. – 1971. november 16.) színművész és Szerdahelyi Tünde táncpedagógus gyermekeként. Húga, Tallós Andrea (1967– ) szintén színésznő lett. 1986-ban a Színház- és Filmművészeti Főiskola befejezése után Kecskemétre szerződött 1989-ig. 1989–1991 között a zalaegerszegi Hevesi Sándor Színház, 1991-től a Békés Megyei Jókai Színház tagja volt. 1992 óta szabadfoglalkozású művész. Naiva és drámai hősnő szerepkörben egyaránt kiemelkedő alakításokat nyújt. Több filmben szerepelt. A Jóban Rosszban című sorozatban sokáig Helen Tanakist alakította, de a karakter 2009-ben megszűnt.
2012-ben mellrákot diagnosztizáltak nála. 2018-ban korábbi betegségének áttéte miatt eltávolították egyik tüdőlebenyét.

## Színpadi szerepei
- Lev Tolsztoj–Erwin Piscator: Háború és béke....Natasa
- George Bernard Shaw: Pygmalion....Liza Doolittle
- Friedrich Schiller: Stuart Mária....Stuart Mária
- Siposhegyi Péter: Kikötő
- Gábor Andor–Molnár Ferenc–Vaszary János–Karinthy Frigyes: Ránk fér
- Gyárfás Miklós–Karinthy Márton: Butaságom története....Jaqueline Noiret
- George Axelrod: Goodbye, Charlie!....Franny Salzman
- Ditzendy Attila: Az árva Twist Olivér....Peachumné
- Molnár Ferenc: A Pál utcai fiúk....Áts Feri
- Karinthy Ferenc: Szellemidézés....Fifi
- Valentyin Petrovics Katajev: Bolond vasárnap....Róza, Zürcsev felesége
- Jean Poiret: Őrült nők ketrece....Simone, Georges volt felesége
- Karinthy Frigyes: Tanár úr kérem!....Irén
- Katona József: Bánk bán....Bendeleiben Izidóra
- Tóth Ede: A falu rossza....Bátki Tercsi
- Németh László: Szörnyeteg....Jancsó Amál
- Brandon Thomas: Charley nénje....Kitty Verdun
- Végh Antal: Epizódok egy helytartó életéből....Elvtársnő
- George Bernard Shaw: Az ördög cimborája....Judit
- Peter Shaffer: Játék a sötétben....Carol Melkett
- Thuróczy Katalin: Tímbilding....Bo
- Osztrovszkij: Jövedelmező állás....Kukuskina
- Arthur Miller: A salemi boszorkányok....Susanna Walcott
- Móricz Zsigmond: Légy jó mindhalálig....Bella
- Gyárfás Miklós: Képzelődők....Ágota
- Tennessee Williams: A vágy villamosa....Stella
- Móricz Zsigmond: Sári bíró....Lizi
- Szakonyi Károly: Kardok, kalodák....Pammer Ágnes
- Csukás István: Gyalogcsillag....Rózsalány
- Miklós Tibor: Darabot Dianáról!....Színésznő
- Hegedüs Géza–Rencz Antal: Kard és kereszt (Szent László legendája)....Judit
- Euripidész: Heléné....Karvezető
- Kardos G. György: Villon és a többiek....Louise, apáca
- Vajda Anikó: Szerelmesnek áll a világ....Úrnő, Lisabetta, Violetta, Ninetta, Apáca
- Bertolt Brecht: A nevelő úr....Rehhaar leányzó
- Bozsik Yvette: Lány, kertben...Anya

## Filmjei

### Játékfilmek
- Cha-Cha-Cha (1981)
- Yerma (1985)
- Halállista (1989)
- Eszmélet (1989)
- Szerelem utolsó vérig (2002)
- Szerelemtől sújtva (2002)
- Apám beájulna (2003)
- S.O.S. szerelem! (2007)
- 9 és fél randi (2008)
- Lefkovicsék gyászolnak (2024)

### Tévéfilmek
- T.I.R. (1984)
- Üvegvár a Mississippin (1985)
- Akli Miklós (1986)
- Az öreg tekintetes (1987)
- Nyolc évszak 1-8. (1987)
- Gyilkosság két tételben (1987)
- Majd belejössz Pistám (1985)
- A tanítónő (1988)
- Margarétás dal (1989)
- Julianus barát 1-3. (1991)
- Kisváros (1994-1999)
- Szomszédok (1999)
- Családi kör (2000)
- Pasik! (2000)
- Jóban Rosszban (2005-2009)
- Mintaapák (2020–2021)
- Drága örökösök – A visszatérés (2024)
- A renitens (2025)

## Szinkronszerepek

### Filmszinkronszerepek
| Cím                                              | Év   | Szerep                        | Színész                                     |
| ------------------------------------------------ | ---- | ----------------------------- | ------------------------------------------- |
| Kedvencek temetője 2.                            | 1992 | Renee Hallow                  | Darlanne Fluegel                            |
| Micsoda srác ez a lány                           | 2006 | Cheryl                        | Lynda Boyd                                  |
| Csillagközi háború                               | 2005 |                               |                                             |
| A régi környék                                   | 2004 | Carol                         | Jean Smart                                  |
| Tizenhárom                                       | 2003 | Brooke LaLaine                | Deborah Kara Unger                          |
| Azonosság                                        | 2003 | Caroline Suzanne              | Rebecca De Mornay                           |
| Tiszta ügy                                       | 2002 | LaPierre alezredes            | Dawn Hudson                                 |
| Szitakötő                                        | 2002 |                               |                                             |
| Simone                                           | 2002 | Jane                          | Jenni Blong                                 |
| Star Trek – Nemezis                              | 2002 | Deanna Troi                   | Marina Sirtis                               |
| Üldözési mánia                                   | 2001 |                               |                                             |
| Atlantisz gyermekei                              | 2001 | Alana Files                   | Cella Weston                                |
| Ősz New Yorkban                                  | 2000 | Sarah                         | Sherry Stringfield                          |
| A második legjobb dolog                          | 2000 | Elizabeth Ryder               | Illeana Douglas                             |
| A kölyök (film, 2000)                            | 2000 |                               |                                             |
| Erin Brockovich: Zűrös természet                 | 2000 | Donna Jensen                  | Marg Helgenberger                           |
| Vadiúj vadnyugat                                 | 1999 | Miss East                     | Bai Ling                                    |
| Tök alsó                                         | 1999 | Mrs. Elaine Fowler            | Jacqueline Obradors                         |
| Észvesztő                                        | 1999 | Gretta nővér                  | Alison Claire                               |
| A szentfazék                                     | 1998 | Önmaga                        | Morgan Fairchild                            |
| Az őrület határán                                | 1998 | Marty Bell                    | Miranda Otto                                |
| Az ötödik elem                                   | 1997 | 1. Elnök segédje; 2. Cifra nő | 1. Sonita Henry; 2. Eve Salvani             |
| Összeesküvés-elmélet                             | 1997 | Alice titkárnője              | Saxon Trainor                               |
| Lesz ez még így se                               | 1997 |                               |                                             |
| Két túsz között                                  | 1997 |                               |                                             |
| Hanta Boy                                        | 1997 | Samantha Cole                 | Jennifer Tilly                              |
| Az elnök különgépe                               | 1997 |                               |                                             |
| Váltságdíj (film, 1996)                          | 1996 | Kimba Welch ügynök            | Nancy Ticotin                               |
| Tűzparancs                                       | 1996 |                               |                                             |
| Ha ölni kell                                     | 1996 | Carla Brigance                | Ashley Judd                                 |
| Tűzvihar                                         | 1995 | Carmin                        | Karen Sheperd                               |
| Showgirls                                        | 1995 | Gay Carpenter                 | Michelle Johnston                           |
| Négy szoba                                       | 1995 | Jezebel /a hiányzó kellék/    | Sammi Davis                                 |
| A hálózat csapdájában                            | 1995 |                               |                                             |
| Casino                                           | 1995 | Jennifer Santoro              | Melissa Prophet                             |
| Az angol, aki dombra ment fel és hegyről jött le | 1995 | Blod                          | Lisa Palfrey                                |
| Maverick (film)                                  | 1994 | Mary Margaret                 | Jean De Baer                                |
| Mary Shelley: Frankenstein (film, 1994)          | 1994 | Justine                       | Trevyn McDowell                             |
| Ace Ventura: Állati nyomozó                      | 1994 | Melissa                       | Courteney Cox                               |
| Zsarulesen 2.                                    | 1993 | Pam O' Hara                   | Marcia Strassman                            |
| Schindler listája                                | 1993 | Mila Pfefferberg              | Adi Nitzan                                  |
| Philadelphia                                     | 1993 | Anthea Burton                 | Anna Deavere Smith                          |
| Összeomlás                                       | 1993 | Sandra Torres nyomozó         | Rachel Ticotin                              |
| A három testőr                                   | 1993 | Lady Sabine DeWinter          | Rebecca De Mornay                           |
| Dennis, a komisz                                 | 1993 | Alice Mitchell                | Lea Thompson                                |
| A kéz, amely a bölcsőt ringatja                  | 1992 | Mrs. Mott / Peyton Flanders   | Rebecca De Mornay                           |
| Hullajó                                          | 1992 |                               |                                             |
| Harley Davidson és Marlboro Man                  | 1991 | Suzie                         | Kelly Hu                                    |
| Grand Canyon                                     | 1991 | Vanessa                       | Sarah Trigger                               |
| Eszelős szívatás                                 | 1991 | TV-riporter                   | Susan Campos                                |
| Dzsungelláz                                      | 1991 | Vera                          | Veronica Webb                               |
| Telitalálat!                                     | 1990 | TV-s hírolvasó                | Pamela Armstrong                            |
| Top Gun                                          | 1986 | Carole Bradshaw               | Meg Ryan                                    |
| Aladdin                                          | 1986 | Mrs. Haddin                   | Janet Agren                                 |
| Kairó bíbor rózsája                              | 1985 | Willie Tjan                   |                                             |
| James Bond 14: Halálvágta                        | 1985 | May Day                       | Grace Jones (második magyar változat, 2001) |
| Forró rágógumi 6. – Állnak az árbócok            | 1985 | Grófnő                        | Bea Fiedler                                 |
| Szellemirtók                                     | 1984 | Ingatlanügynöknő              | Rhoda Gemignani                             |
| Az igazak                                        | 1983 | Trudy Cooper                  | Pamela Reed                                 |
| Banános Joe                                      | 1982 | Dorianne                      | Marina Langer                               |
| Időbanditák                                      | 1981 | Mrs. Ogre                     | Katherine Helmond                           |
| Haver, haver                                     | 1981 |                               |                                             |
| James Bond: A kém, aki szeretett engem           | 1977 | Rubelvitch                    | Eva Reuber-Stailer                          |
| Fennsíkok csavargója                             | 1973 |                               |                                             |
| Columbo: Rövid szivar                            | 1972 | Valerie Bishop                | Anne Francis                                |
| Columbo: Columbo és a rocksztár gyilkosa         | 1991 | Marcy Edwards                 | Cheryl Paris                                |

## Anime/Rajzfilm szinkronszerepei
- Slayers: Revolution - A kis boszorkány 4. évad (2008) Gioconda - animesorozat